# Cryptoriana – The Seductiveness of Decay
Cryptoriana – The Seductiveness of Decay dvanaesti je studijski album britanskog ekstremnog metal sastava Cradle of Filth. Diskografska kuća Nuclear Blast objavila ga je 22. rujna 2017. godine.

## O albumu
Dani Filth izjavio je da je album "duboko prožet viktorijanskim gotskim hororom te je stoga naslov odraz toga. 'Cryptoriana' upućuje na zaljubljenost Viktorijanaca s nadnaravnim, grobovima i jezom. A podnaslov, 'The Seductiveness of Decay', dodatno pojačava tu privlačnost smrti i blještav dugačak period samouništenja".
Prvi promidžbeni singl, "Heartbreak and Seance", bio je objavljen 11. srpnja 2017. godine uz svoj glazbeni spot.
Drugi singl, "You Will Know the Lion by His Claw", bio je objavljen 8. kolovoza 2017. godine uz svoj tekstualni spot.
Treći singl, "Achingly Beautiful", 15. rujna iste godine također je bio objavljen uz svoj tekstualni spot. Dani Filth komentirao je da singl "sadrži staru Cradleovu atmosferu" i usporedio ga je s pjesmom "A Gothic Romance" s albuma Dusk and Her Embrace.

## Popis pjesama
Tekstovi: Dani Filth. 
| 1.    | »Exquisite Torments Await...«        | 2:15 |
| 2.    | »Heartbreak and Seance«              | 6:24 |
| 3.    | »Achingly Beautiful«                 | 7:02 |
| 4.    | »Wester Vespertine«                  | 7:29 |
| 5.    | »The Seductiveness of Decay«         | 7:38 |
| 6.    | »Vengeful Spirit«                    | 6:00 |
| 7.    | »You Will Know the Lion by His Claw« | 7:22 |
| 8.    | »Death and the Maiden«               | 8:48 |
| 52:58 |                                      |      |

| Bonus skladbe s digipak inačice | Bonus skladbe s digipak inačice     | Bonus skladbe s digipak inačice | Bonus skladbe s digipak inačice | Bonus skladbe s digipak inačice | Bonus skladbe s digipak inačice | Bonus skladbe s digipak inačice | Bonus skladbe s digipak inačice | Bonus skladbe s digipak inačice | Bonus skladbe s digipak inačice |
| Br.                             | Skladba                             | Trajanje                        |                                 |                                 |                                 |                                 |                                 |                                 |                                 |
| ------------------------------- | ----------------------------------- | ------------------------------- | ------------------------------- | ------------------------------- | ------------------------------- | ------------------------------- | ------------------------------- | ------------------------------- | ------------------------------- |
| 9.                              | »The Night at Catafalque Manor«     | 7:31                            |                                 |                                 |                                 |                                 |                                 |                                 |                                 |
| 10.                             | »Alison Hell« (obrada Annihilatora) | 5:01                            |                                 |                                 |                                 |                                 |                                 |                                 |                                 |
| 65:30                           |                                     |                                 |                                 |                                 |                                 |                                 |                                 |                                 |                                 |

## Recenzije
Thom Jurek, glazbeni kritičar sa stranice AllMusic, dodijelio je albumu tri i pol od pet zvjezdica te je izjavio: "Ako izuzmemo simfonijske raskoši, ovo je COF kao čisti metal sastav te su Filthovi vokali, kao i uvijek, "solidni". Cryptoriana: The Seductiveness of Decay u cijelosti je dobrodošao korak naprijed od Hammer of the Witchesa u svojoj sili i ekonomičnosti, a čak ga i njegove pogreške čine snažnijim."

## Zasluge
| Cradle of Filth - Dani Filth – vokali - Martin 'Marthus' Skaroupka – bubnjevi, klavijature, orkestracija, aranžman zborskih vokala - Daniel Firth – bas-gitara - Richard – gitara - Marek 'Ashok' Smerda – gitara - Schoolcraft – vokali Ostalo osoblje - Martin Franze – umjetnički direktor (bariton) - Arthur Berzinsh – naslovnica - Scott Atkins – produkcija, snimanje, miksanje, mastering - Roman Jez – inženjer zvuka - Igor Mores – inženjer zvuka - Flame Hel – fotografija - Dan Goldsworthy – omot albuma | Dodatni glazbenici - Liv Kristine – vokali (na skladbi "Vengeful Spirit") - Linda Nepivodova – zborski vokali, vokali (alt) - Lucie Korinkova – zborski vokali, vokali (alt i sopran) - Petr Janovsky – zborski vokali, vokali (bas) - Vit Starka – zborski vokali, vokali (bas) - Miloš Makovský – zborski vokali (dirigent) - Martin Franze – zborski vokali, vokali (bariton) - Dana Toncrová – zborski vokali, vokali (sopran) - Ivan Nepivoda – zborski vokali, vokali (tenor) - Jakub Herzan – zborski vokali, vokali (tenor) |